# Вознесенский, Дмитрий Владимирович
Вознесе́нский Дми́трий Влади́мирирович (6 [19] февраля 1904, Якутск — 1956, Ленинград) — горный инженер, советский геолог, Старший научный сотрудник, Кандидат геолого-минералогических наук, кавалер Ордена Ленина и дважды кавалер ордена Трудового Красного Знамени.

## Биография
Родился в Якутске в семье ссыльного народовольца горного инженера В. А. Вознесенского.
Начальное образование начал получать в Петербургской школе Карла Мая (1913—1917 г.г.), закончил в реальном училище Екатеринбурга, с переездом семьи на Урал по месту назначения службы отца.
С 14-ти лет работал коллектором в полевых партиях Геолкома на Урале и в Сибири под руководством крупных ученых и геологов высокой квалификации: Н. Н. Яковлева, своего отца, Ю. А. Жемчужникова, Д. В. Наливкина, Н. Л. Бубличенко и др.., одновременно учился в Ленинградском горном институте (ЛГИ), который окончил в 1929 г. по геолого-разведочному факультету. 

Но ещё в 1928 г. до окончания института, после солидного коллекторского стажа, он начинает самостоятельную научно-производственную работу в Геолкоме в качестве младшего научного сотрудника, начальника партии.
В 1930 г., отказавшись от предложения Ю. А. Билибина возглавить, выехал начальником партии в составе Второй Колымской геологоразведочной экспедиции Института цветных металлов Главного геолого-разведочного управления (ГГРУ) под руководством В. А. Цареградского. Работал на Колыме начальником партии, заместителем главного геолога, главным геологом Северного горного управления, являлся руководителем и участником сводных работ по геологии Колымы и её золоторудным месторождениям. Вознесенским и под его непосредственным руководством было открыто более 20-ти промышленных золотоносных объектов. Он вел, организовывал и руководил работами не только по поискам, разведке, но и по эксплоатации месторождений.
Трудовой вклад Вознесенского в колоссальный рост добычи золота на Колыме отмечен уже в 1935 г. Однако, в 1938 г. руководство Золотой Колымы было разгромлено. Начальник «Дальстроя» Э. П. Берзин расстрелян, другие, и Дмитрий Вознесенский в их числе, оказались в Магаданской тюрьме. Два с половиной года заключения, приговорен НКВД по обвинению в контрреволюционных преступлениях к расстрелу, содержался в камере смертников, и, наконец, в октябре 1940 был освобожден по кассации и реабилитирован.
Работал главным геологом треста «Джугджурзолото» и «Главзолота». С 1945 г. и до конца жизни Дмитрий Владимирович работал во ВСЕГЕИ старшим научным сотрудником, начальником партии, начальником Тувинской экспедиции.
За выдающийся вклад в развитие народного хозяйства награждён Орденом Ленина и дважды орденом «Трудового Красного Знамени».
Клятва, данная ещё в студенческие годы в Сибирской секции геологического кружка во главе с Билибиным — «посвятить свою жизнь исследованиям Сибири и Дальнего Востока» — была выполнена".
В 20-х годах при ЛГИ существовало студенческое научное общество — «Геологический кружок», задачей которого являлось расширение круга научных интересов молодежи.

По инициативе группы студентов внутри «геологического кружка» 9 ноября 1923 года в квартире Вознесенских в Ленинграде на Васильевском острове родилась «Сибирская секция» («Сибсек»), впоследствии известных геологов, давших торжественное обещание свою основную деятельность сосредоточить на изучении геологического строения и подземных богатств Сибири и Дальнего Востока:

«Мы, нижеподписавшиеся, шаман чукотский Билибин, тайон камчатский Бобин, якутский князь Вознесенский(младший сын Вознесенского В. А.), боярин забайкальский Серпухов, колымский князец Цареградский, всю Сибирскую землицу меж собой поделили, за каждым удельное княжество закрепили и каждого обязали: …»

Далее общество расширилось. Официально СИБСЕК просуществовал до 1926 г.

## Награды и премии
- 1951 г. —  Орден Ленина № 178450
- 1949 г. —  Орден Трудового Красного Знамени № 833760
- 1945 г. —  Медаль «За доблестный труд в Великой Отечественной войне 1941—1945 гг.» Б № 001596
- 1943 г. — знак «Отличнику социалистического соревнования НКЦМ»
- 1936 г. — именные золотые часы
- 1935 г. —  Орден Трудового Красного Знамени № 699

Часть наград в 1966 г. переданы женой в Магаданский областной краеведческий музей на хранение.

## Память
Постановлением Правительства РФ от 25 декабря 2003 г. N 785 «О присвоении наименований географическим объектам в Магаданской области»
в память о геологах, исследователях Северо-Востока России, присвоено наименование безымянной вершине в Тенькинском р-оне Магаданской обл.:

«Гора Вознесенского» — Верхнеколымского нагорья с координатами 61°20,8' северной широты, 148°14,0' восточной долготы
 и абсолютной высотой 1660 метров.

## Семья
Жена — Вознесенская (Баден-Мюллер) Мария Генриховна (1902—1982).

- Приемная дочь — Вознесенская (Альберт) Ноэма Дмитриевна (Нативна);

Приемные дети репрессированной семьи старшего брата:
- Вознесенский Владимир Дмитриевич (Николаевич), геолог,
- Вознесенский Сергей Дмитриевич (Николаевич), геолог.

## Список научных трудов
1. «Калбинский золоторудных район.» // Котульски В. К., Вознесенский Д. В. — 1929 // рукопись // (фонды Инцветмета ГГРУ);
2. «Отчет о геолого-поисковых работах в Сударском районе Я.АССР.» — 1930 // рукопись // (фонды Инцветмета ГГРУ);
3. «Петрографическое исследование основных изверженных пород Убинского района Рудного Алтая.» М.-Л. Гос. научно-технич. геолого-разведочн. Изд-во, 1932 (Труды Гл. Геолого-Развед. Упр. НКТП СССР. Вып. 40);
4. «Геология и полезные ископаемые Колымского края.» — 1933 // Вознесенский Д. В., Каузов Д. А., Новиков С. В., Рабинович Ф. К. // рукопись // (фонды Дальстроя);
5. «Отчет о геолого-поисковых работах в Бючоннахском районе в 1930 г..» — 1933 // рукопись // (фонды Дальстроя);
6. «Отчет о геолого-рекогносцировочных работах в Тянкинском районе в 1931 г..» — 1933 // рукопись // (фонды Дальстроя);
7. «Золоторудные месторождения Колымского края.» — 1935 // рукопись // (фонды Дальстроя);
8. "Геология, металлогения и запасы рассыпного золота на территории треста «Джужгджурзолото.» С геологической картой масштаба 1 : 500 000, картой россыпей 1 : 200 000 и картой изученности 1 : 100 000. Годовой отчет за 1942 г. — 1943 // рукопись // (фонды Главзолота);
9. «Сырьевая база золотой промышленности СССР и задачи геолого-разведочных работ на 1946 г..» — 1945 // рукопись, доклад на «Совещании геологов золотой промышленности» // (фонды Главзолота);
10. «Поисковые признаки месторождений золота.» — 1946 // Глава к теме ВСЕГЕИ «Инструкция по оформлению геологических карт масштабов: 1 : 200 000 и 1 : 50 000.» // (фонды ВСЕГЕИ);
11. «Оловоносность Аллах-Юньского района.» — 1947 // Диссертация на соискание ученой степени кандидата геолого-минералогических наук, защишена // (фонды ВСЕГЕИ);
12. «Верхней-девонские отложения Тувинской Автономной области. Геология СССР.» — 1948 (фонды ВСЕГЕИ);
13. «Геология и металлогения центральной и западной части Тувинской А. О.» — 1955 // Диссертация на соискание ученой степени доктора геолого-минералогических наук, не защишена по причинам болезни и смерти // (фонды ВСЕГЕИ).
14. «Инструкция по организации и производству геолого-съемочных работ масштабов: 1: 50 000 и 1:25 000». М., 1956.